# Ẩn trốn
Ẩn trốn (Crypsis) hay còn gọi là ẩn tránh hoặc ẩn náu  hay ẩn mình/dấu mình là khả năng của một động vật tránh được sự quan sát hoặc phát hiện của các động vật khác. Trong sinh thái học, đây là một chiến lược hoặc một sự thích nghi chống lại những loài đang đi kiếm mồi của những động vật bị xem là con mồi, đối tượng bị săn bắt. Các cách thức ẩn trốn bao gồm và các biện pháp thích nghi phi hành vi như ngụy trang, trá hình, sống về đêm và bắt chước ngoại cảnh một cách tài tình, nhiều loài vật còn biết cách thay hình đổi dạng để hòa lẫn vào môi trường.
Hành vi ẩn trốn hay trốn tránh này thường nhằm đến sự che giấu, đánh lừa đối với thị giác, khứu giác (với pheromone) hoặc thính giác của những kẻ săn mồi, thông qua đó sẽ giảm thiểu nguy cơ bị phát hiện và săn đuổi. Một số khác thì trốn dưới hang, chọn cuộc sống an toàn dưới lòng đất bằng hệ thống hang cho chúng đào, chẳng hạn như các loài chuột, chuột chũi, dúi, chuột sóc, sóc đất, rái cá cạn, các loài rắn thường là con mồi của chim ưng, chó sói, chồn, do đó, một số loài rắn tận dụng sự nhanh nhẹn lẩn vào các hốc đá, hang sâu để trốn tránh. 

## Phương pháp

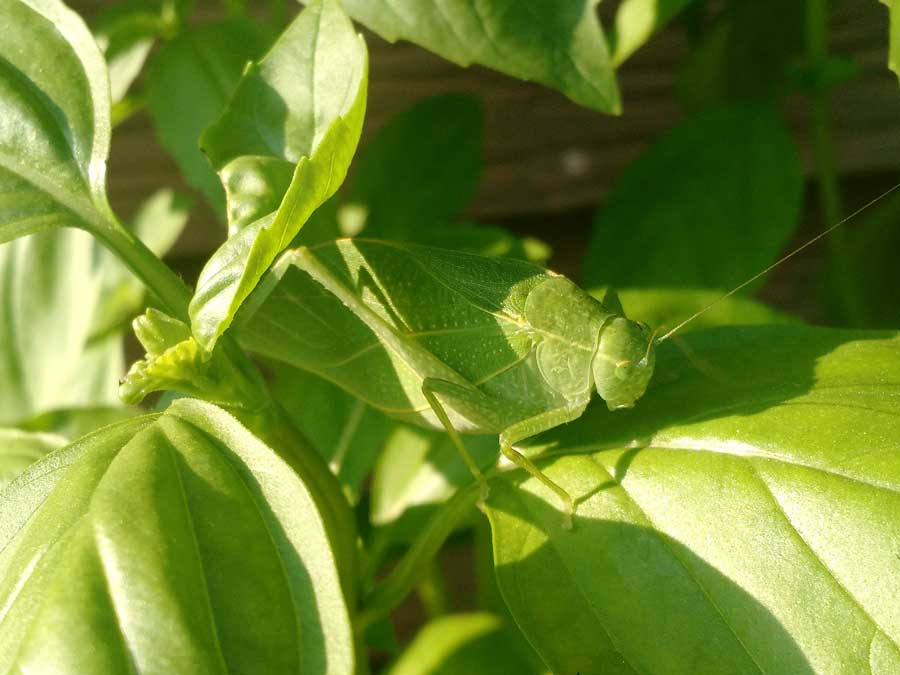
Một con bọ muỗm ẩn mình trên lá

Ngụy trang tự nhiên là một trong những biện pháp phòng vệ của con mồi chống lại những kẻ săn mồi, đây là một trong những chiến lược phổ biến, những cách thức cụ thể gồm sử dụng màu sắc động vật, hoa văn, họa tiết hay hòa trộn, mô phỏng. Ở sinh vật còn có trường hợp thay đổi ngoại hình để nó trở nên lẫn vào môi trường xung quanh, đây là hành vi (tập tính) của sinh vật nhằm trốn tránh khỏi khả năng quan sát của đối tượng khác. Tập tính này có thể giúp sinh vật trốn tránh kẻ thù. Luôn có sự tiến hóa liên tục trong khả năng phát hiện sự trá hình và tương tự năng lực ẩn trốn cũng biến đổi luôn luôn. Ở mỗi cặp động vật săn đuổi-trốn tránh, cấp độ tiến hóa trá hình và phát hiện khác nhau.
Ngụy trang cho phép một con vật trở nên bí ẩn, các con vật thường xuyên ngụy trang để sinh tồn rất hay chọn những nơi tốt nhất nhằm che giấu bản thân chúng trước cái nhìn sắc lạnh của kẻ săn mồi. Trong tự nhiên, rất nhiều loài động vật sử dụng màu sắc cơ thể để ngụy trang tránh động vật săn mồi. Có một số cách để làm điều này, một là động vật hòa mình vào môi trường xung quanh, cách khác là động vật biến hình thành thứ gì khác hấp dẫn hoặc có vẻ ngoài nguy hiểm. Một số động vật ẩn trốn làm giả chuyển động trong tự nhiên, ví dụ chiếc lá trong gió, điều này gọi là hành vi ẩn mình theo môi trường. Các động vật khác gắn liền hoặc lấy những vật liệu trong tự nhiên đắp lên thân mình để ẩn náu.
Ngụy trang có thể là động vật hòa mình vào môi trường xung quanh thông qua sự biến đổi màu sắc động động. Sự thay đổi nhanh chóng của màu da, bộ lông là một trong những điều tuyệt kỳ lạ có thể thấy ở vương quốc động vật, nhiều loài động vật tự biến đổi màu sắc và hình dạng của mình trông giống y như một chiếc lá, một khúc cây hay một khối rong biển để ngụy trang và trốn tránh kẻ thù. Ngụy trang không chỉ là sự thay đổi màu sắc tạm thời của những con vật khi muốn lẩn trốn hiểm nguy mà chính là sự biến đổi lâu dài về hệ gen của chúng trong quá trình đấu tranh sinh tồn để sao cho phù hợp với môi trường sống xung quanh. 

## Các loài

### Trên cạn

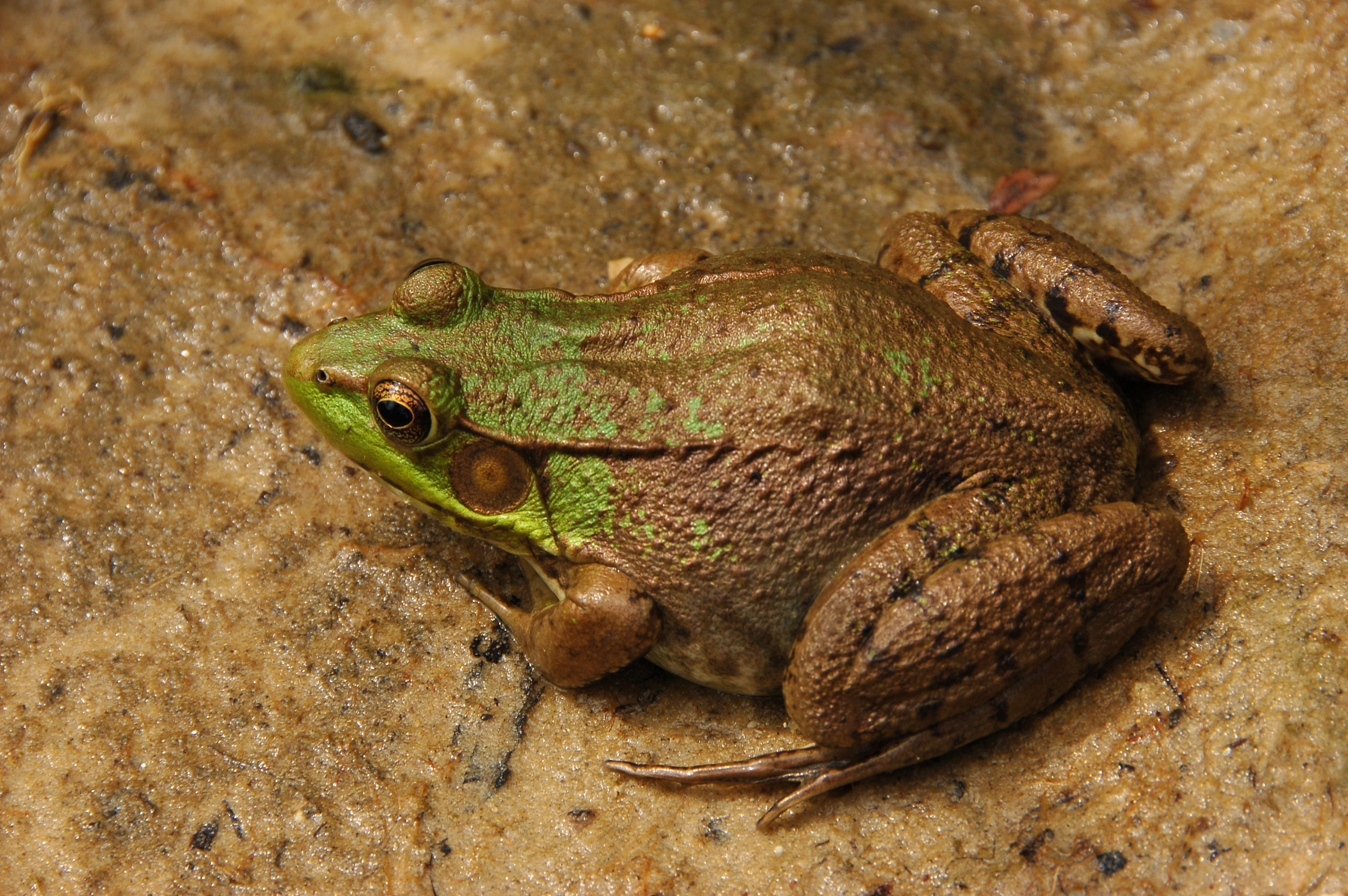
Một con ếch đang lẫn mình vào nền đất

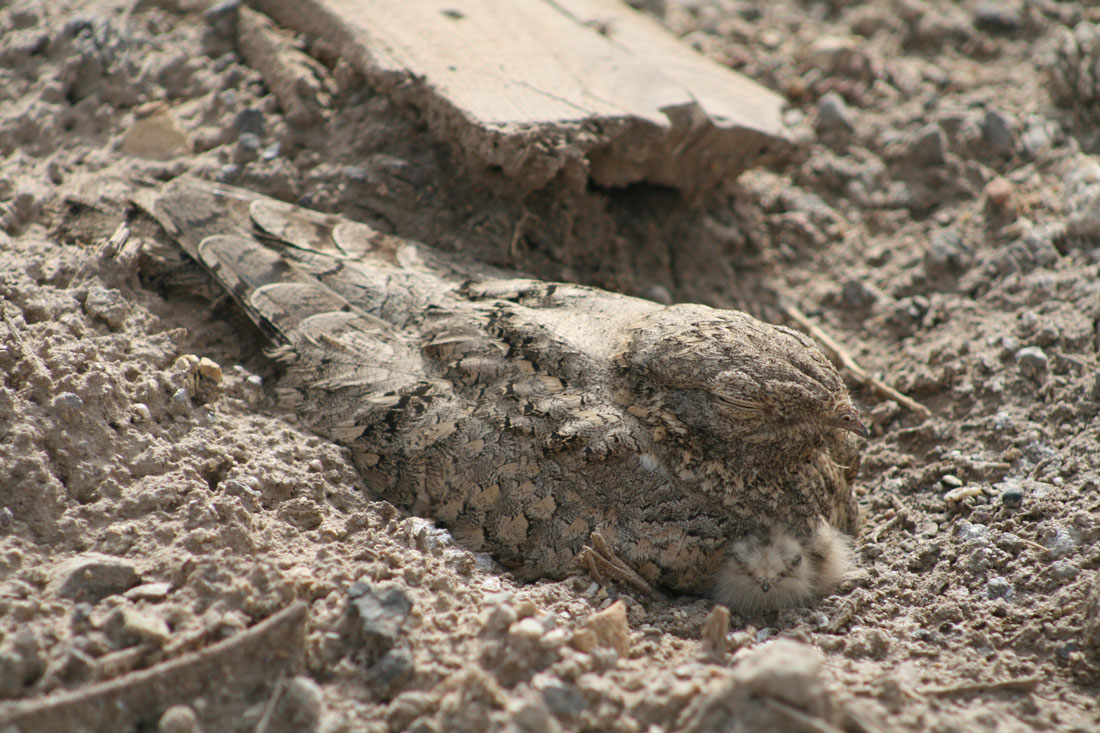
Khó có thể phát hiện được con chim Caprimulgus aegyptius khi nó bất động

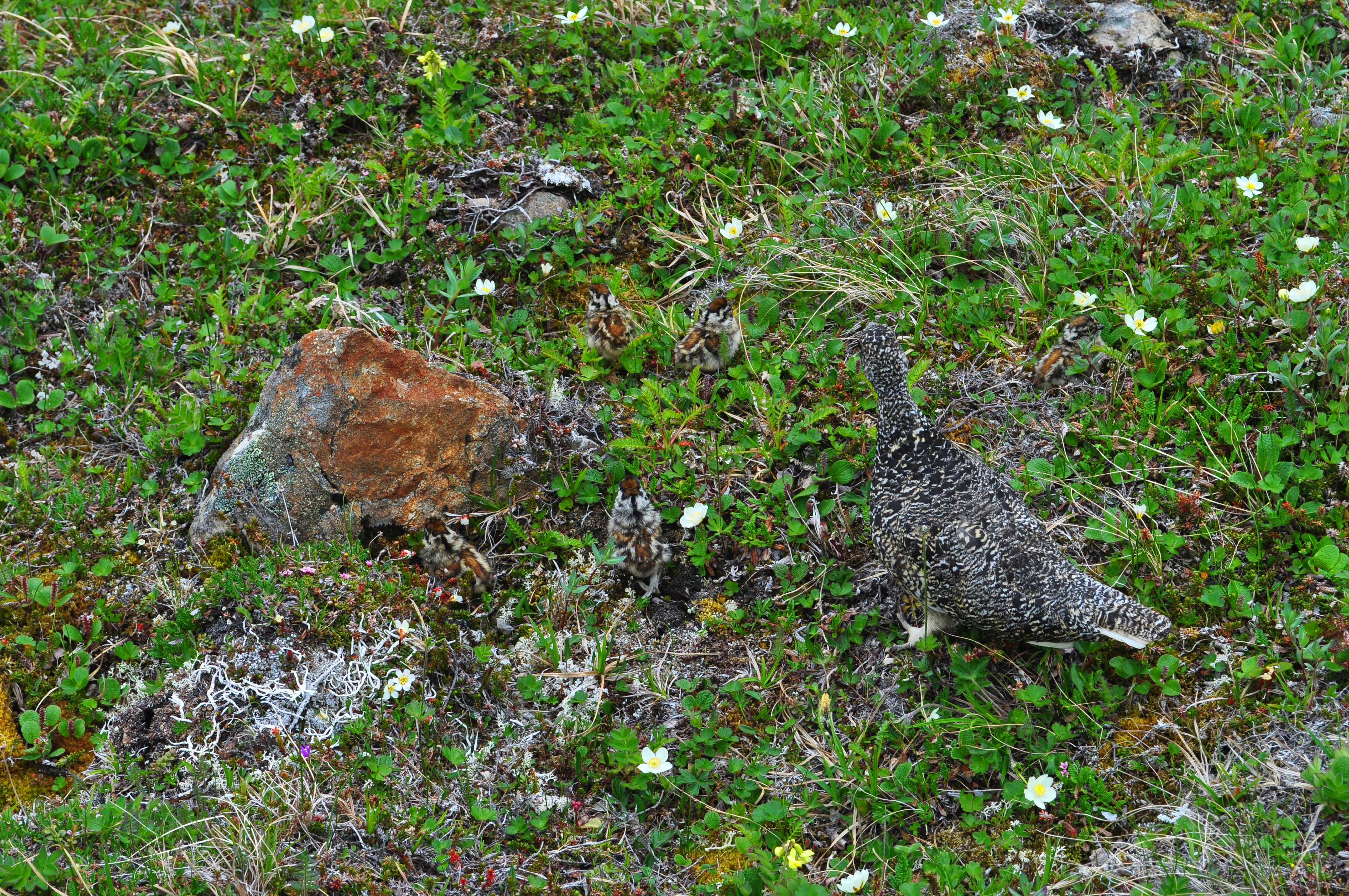
Một con gà gô đang ẩn mình trên nền thảm cỏ

Nhiều loài bò sát sinh tồn nhờ sự ẩn mình, thằn lằn Anolis caroliensis với khả năng đổi màu da giống hệt môi trường xung quanh gần như trở thành phần phần của cành cây. Sự thay đổi nhanh chóng của màu da là đặc biệt nổi bật nhất của tắc kè hoa, tắc kè hoa hoàn toàn có thể pha trộn với môi trường xung quanh bằng cách ngụy trang màu sắc của chúng. Việc thay đổi màu da của tắc kè hoa lại gây ra bởi sự thay đổi tâm trạng, nhiệt độ và cường độ của ánh sáng xung quanh. Một số loài tắc kè hoa có thể biến thành bất kỳ màu sắc nào. Nó là kết quả trong việc thay đổi màu sắc của da. Sự thay đổi này sẽ xảy ra chỉ trong vòng 16-20 giây. Nó cũng cho phép chúng hoàn toàn hòa nhập với môi trường xung quanh.
Một số loài lưỡng cư cũng thực hiện chiến thuật này. Loài cóc sống trong các khu rừng nhiệt đới ở Panama có hình dạng giống như những chiếc lá khô đã ngả màu vàng, đặc điểm này giúp chúng ẩn mình vào những đám lá và tránh được sự tìm kiếm của kẻ thù. Bằng việc ngụy trang, con ếch nâu gần như không bị phát hiện khi nó hòa lẫn với môi trường xung quanh ở Tây Australia. Những con ếch cây Thái Bình Dương có đa dạng về màu sắc của da, chúng tìm thấy với các màu sắc khác nhau như nâu, đỏ và xanh lá cây. Ngoài ra, ếch cây Thái Bình Dương cũng có thể thay đổi màu sắc của chúng theo môi trường xung quanh, sự thay đổi của màu sắc này sẽ xảy ra trong một vài phút, nó trở nên khó khăn để phát hiện những con ếch cây Thái Bình Dương bởi những kẻ săn mồi như rắn và chim. Loài ếch cây châu Á ngụy trang hoàn hảo thành màu lá trong khu bảo tồn Thung lũng Danum, Borneo, Malaysia.
Nhiều loài thú cũng biết cách ngụy trang, những con nai con khi lạc mẹ gặp nguy hiểm sẽ có phản xạ bất động, lẫn vào trong bụi rậm để trốn tránh hiểm nguy. Ngựa vằn sống thành từng bầy lớn trên đồng cỏ và những vằn đen trắng so le nhau của ngựa vằn có nhiều tác dụng rất lớn trong việc ngụy trang khi hòa lẫn vào những đồng cỏ xavan rộng lớn hoặc khi đi cả đàn với nhau sẽ hòa thành một khối khổng lồ, gây hoang mang cho kẻ thù. Cỏ dài trên các thảo nguyên ở châu Phi cho phép loài linh dương Kudu dễ dàng lẩn tránh kẻ thù. Gấu trúc lớn (Ailuropoda melanoleuca) có lông màu đen và màu trắng đặc trưng giúp chúng ngụy trang trong môi trường sống và giao tiếp với nhau, phần lông màu đen giúp chúng ẩn mình trong bóng râm. Lớp lông trắng muốt của thỏ Bắc cực giúp nó gần như không bị kẻ thù phát hiện trên tuyết ở Canada.
Nhiều loài chim cũng biết cách hòa lẫn vào môi trường. Cú xám lớn lẫn với màu vỏ cây trong rừng, còn Cú muỗi mỏ cặp khả năng ngụy trang tuyệt vời của nó. Với màu lông khi trưởng thành nâu xám: xám, nâu, hạt dẻ và điểm thêm các mầu đỏ nâu một cách tinh vi để trông giống màu của vỏ thân cây sẽ rất khó để phát hiện.Khi bị đe dọa, cú muỗi mỏ quặp sẽ giả làm một cành cây chết, một thế đứng đặc biệt không cử động, bằng cách đậu ở tư thế hơi nghiêng và đầu của chúng dựng đứng, lông ép vào thân và mắt nhắm lại thành một khe nhỏ. Với nền là cành và thân cây, chúng gần như không thể phát hiện được. Chim Potoo vào ban ngày hoàn toàn không di chuyển, chỉ đứng yên như tượng, nhắm mắt lại và ẩn nấp dưới những cành cây, bộ lông màu nâu đặc trưng cũng giúp chúng ngụy trang, tránh nguy hiểm.
Chim choi choi biết cách sử dụng bộ lông vũ, khéo léo pha trộn với môi trường sống để lẩn trốn rất tài tình. thường làm tổ ở những vị trí phù hợp với màu sắc của bộ lông, ánh sáng và có mô hình độc đáo, loài chim này thường nằm bẹp trên nền đất phủ đầu lá khô hoặc cây bụi. Đây được coi là môi trường ngụy trang tương thích tuyệt vời với bộ lông vũ của chúng, loài chim nhỏ này có khả năng ngụy trang rất nhanh chóng và khôn khéo ngay khi cảm nhận thấy nguy hiểm rình rợp, việc để cả một tổ trứng ở những nơi được cho là nguy hiểm nhưng bằng cách ngụy trang khéo léo, chúng vẫn được an toàn. Một số loài chim sống ở vùng tuyết có màu lông trắng như loài chim trĩ Lagopus lagopus gần như tàng hình trong tuyết bởi bộ lông của chúng đã hòa lẫn với nền tuyết.

### Côn trùng

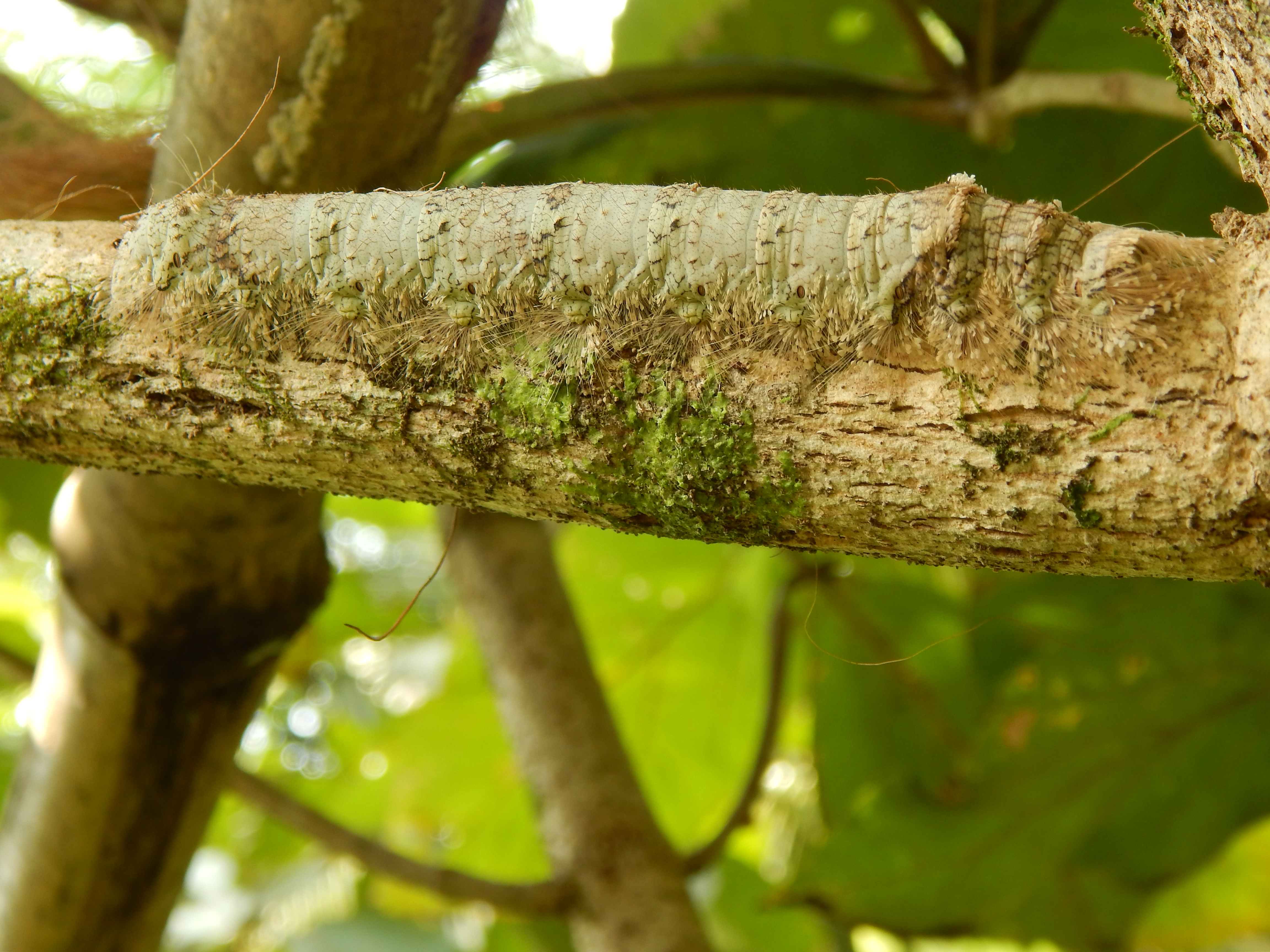
Một con sâu đang ẩn mình trên cành cây

Một số loài côn trùng tận dụng màu sắc bắt mắt và dễ bị lẫn với các bông hoa lạc tiên để ẩn mình khi gặp nguy hiểm. Khả năng ngụy trang giúp chúng đánh lạc hướng kẻ thù khá hiệu quả. Loài côn trùng lá ở Malaysia có vẻ bề ngoài rất giống một loài thực vật, với phần thân có màu sắc và hình dáng của một chiếc lá. Nhờ vào lợi thế này, chúng có thể đánh lừa thị giác của những kẻ săn mồi một cách dễ dàng. Khi quay người vào trong, đôi cánh của con bọ sẽ có màu trùng với màu sắc của vỏ cây nên khi đậu trên cây trong rừng ở Tây Malaysia, những con côn trùng lá khổng lổ rất khó bị phát hiện. Sâu Baron, dường như chúng đã hòa vào làm một với chiếc lá, rất khó phát hiện.
Một số loài bướm đêm biết ngụy trang thành hình lá màu cam để lẫn vào những chiếc lá thu. Bướm đêm Buff-Tip có thể mô phỏng một khúc cây bị cưa đứt. Màu sắc bí ẩn và hình dáng giống như một chiếc lá sẽ bảo vệ loài bướm nhiệt đới Geometridae khỏi nguy cơ bị tấn công. Trong khi vỏ cây giúp bảo vệ một con bướm trắng đốm đen ở Cornwal của nước Anh. Cách ngụy trang của một loài côn trùng thuộc họ muỗm được gọi là katydid, sống ở rừng nhiệt đới của Panama, là bám vào những cây địa y có màu sắc tương tự như màu da của chúng. Một số loài muỗm có bộ chân buông dài giống như những nhánh cây con, để lẩn trốn, loài này thường bám vào các thân cây mảnh có nhiều nhánh cây nhỏ.
Bọ lá như tên gọi của nó, chúng sẽ lẫn với môi trường xung quanh.  Bọ ngũ cốc (Cereal leaf beetle) tự vệ bằng cách bao phủ thân thể bằng phân của mình, đó là những gì bọ ngũ cốc làm để tồn tại trong môi trường tự nhiên khắc nghiệt. Bọ ngũ cốc có một vẻ ngoài rất bắt mắt nhờ đôi cánh óng ả và phần thân màu đỏ cam, chúng còn là loài vật nổi danh trong giới côn trùng học nhờ phương thức tự vệ rất mất vệ sinh, cụ thể là trong thời gian còn là ấu trùng, loài bọ này phủ lên mình một chất dẻo với thành phần chủ yếu là phân của chúng. Nguyên do là bởi ấu trùng của bọ ngũ cốc có màu vàng trắng, trông ấn tượng không kém cá thể trưởng thành, việc tạo nên lớp khiên này có thể giúp chúng che lấp đi màu sắc nổi bật của bản thân khỏi những kẻ săn mồi trong tự nhiên.

### Dưới nước

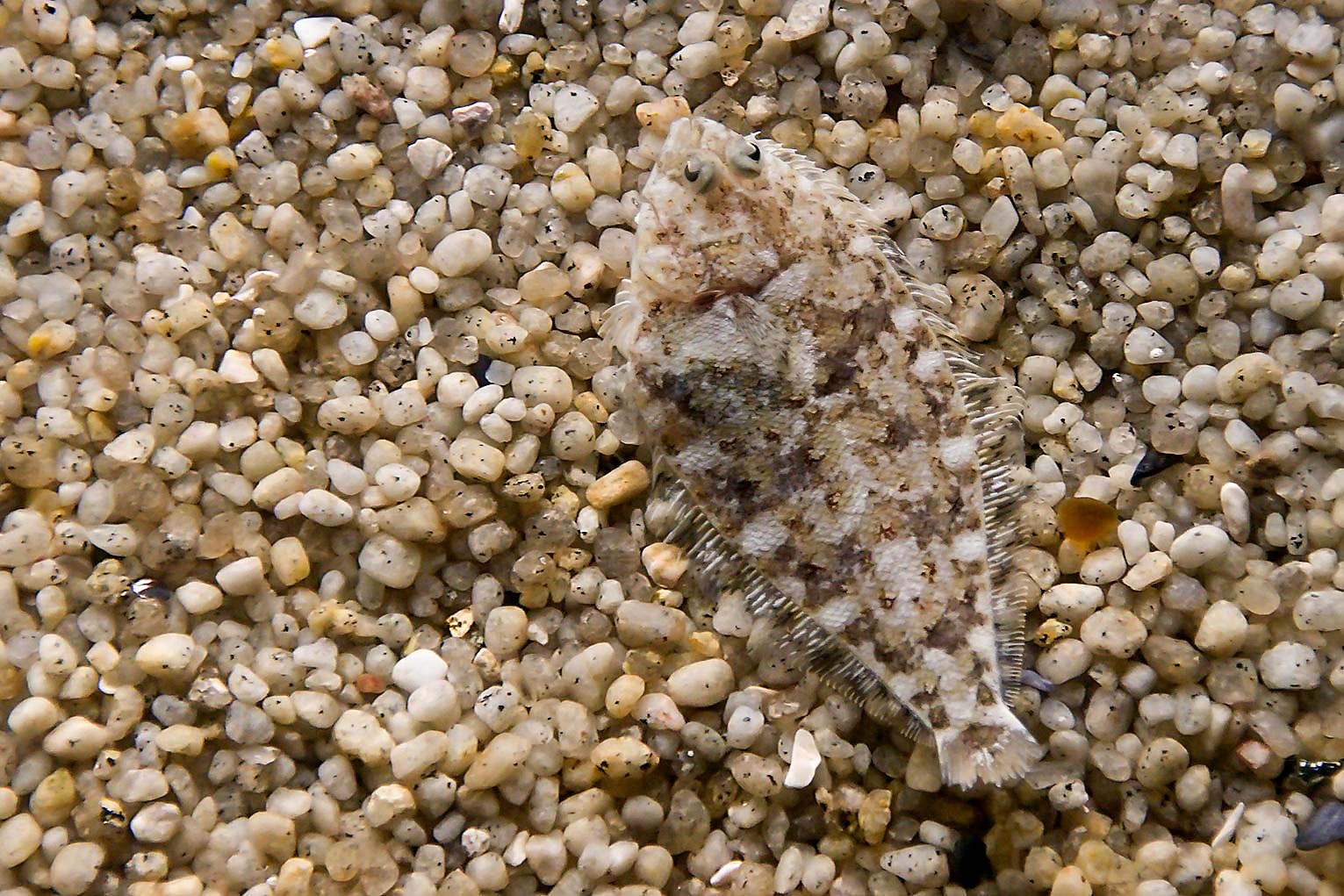
Một con cá bơn đang ẩn mình trong nền đáy sỏi

Cá bơn có thể dễ dàng thay đổi màu sắc cơ thể phụ thuộc vào môi trường sống, thường được tìm thấy ở dạng màu nâu với những mảng khác nhau. Nó sẽ thay đổi khi họ di chuyển đến một môi trường sống mới, các con cá bơn có thể pha trộn với bất kỳ môi trường sống mới chỉ trong 5-8 giây. Khi một con cá bơn ở trong một môi trường sống mới, cơ thể của chúng sẽ sử dụng ánh sáng nhận được thông qua võng mạc để phát hiện màu sắc của bề mặt. Sau đó, cơ thể sẽ giải phóng các chất màu khác nhau để các tế bào trở thành màu sắc của môi trường sống mới.
San hô xung quanh các đảo ở Indonesia là nơi lý tưởng để cá ngựa nhỏ ngụy trang, trong khi san hô cũng là nơi để loài cá bọ cạp tránh kẻ thù. Sao biển nằm lẫn với san hô mềm tại vùng biển quanh Papua New Guinea. Một số loài cua vẫn biết cách tự vệ bằng cách ngụy trang độc đáo của mình. Cua nhặt những mảnh vỏ sò, san hô, đá sỏi dưới đáy biển để phủ lên lưng của mình, nhờ vậy, các loài động vật săn mồi không thể phát hiện ra con cua đang ẩn nấp sau vỏ sò, san hô. Bạch tuộc sử dụng thay đổi màu sắc để pha trộn với môi trường xung quanh, chúng có khả năng biến hình trong nước, giả dạng thành các loài vật và sự vật khác. 